# Tentaculata
Tentaculata é uma classe de animais marinhos do filo Ctenophora que agrupa as espécies que se caracterizam pela presença de um par de longos tentáculos ciliados contráteis que podem ser recolhidos para dentro de bainhas especializadas. Em algumas espécies, os tentáculos primários são reduzidos e têm tentáculos secundários menores. Os tentáculos apresentam coloblastos, células especializadas que produzem uma substância pegajosa usada na captura de pequenas presas.

## Descrição
A morfologia corporal varia muito em tamanho e forma. O grupo inclui os pequenos organismos ovais do género Pleurobrachia, encontrada em ambas as costas do Atlântico e do Pacífico, e as espécies mais achatado do género Mnemiopsis, com cerca de 10 cm de comprimento, comuns nas costas norte-americanas do Atlântico, com uma grande boca, que se se alimentam de larvas de moluscos e copépodos. As espécies deste último género são brilhantemente luminescente. Um género semelhante, mas maior, o género Leucothea, é abundante nas costas do Pacífico. 
O género Cestum, que inclui as espécies conhecidas pelo nome comum de cinto-de-vénus, são de forma achatada, semelhantes a uma fita, podendo chegar a mais de 3 metros de comprimento, sendo encontrada em águas tropicais.